# Нау Бум
«Нау Бум» — двойной трибьют-альбом рок-группы «Наутилус Помпилиус». Состоит из двух частей: «Нау Бум» и «Mutatis Mutandis». Также сняты концертные видео с расширенным набором песен и камерным оркестром.
Во второй части собраны песни «Наутилуса», исполненные самим Вячеславом Бутусовым и группой «Ю-Питер», а в первой — в исполнении таких известных групп, как «Мумий Тролль», «Смысловые галлюцинации», «Ночные Снайперы», «Настя», «Алиса», «Пикник» и др.
Выпуск альбома был приурочен к 25-летию группы «Наутилус Помпилиус».
Кроме трека «Падал тёплый снег», группа «Смысловые галлюцинации» готовила кавер песни «Жажда» из альбома «Крылья» (1995) , однако, вышел он только на трибьюте памяти поэта «Наутилуса» Ильи Кормильцева «Иллюминатор» (2017).

## Список композиций

### Часть 1 «Нау Бум»
| №                   | Название                | Исполнитель                                                           | Длительность |
| ------------------- | ----------------------- | --------------------------------------------------------------------- | ------------ |
| 1.                  | «Скованные одной цепью» | Машина времени                                                        | 3:29         |
| 2.                  | «Падал тёплый снег»     | Смысловые галлюцинации                                                | 3:08         |
| 3.                  | «Всего лишь быть»       | Торба-на-Круче                                                        | 3:24         |
| 4.                  | «Кто ещё»               | Найк Борзов                                                           | 4:21         |
| 5.                  | «Отход на север»        | Алиса                                                                 | 3:04         |
| 6.                  | «Нежный вампир»         | Пикник                                                                | 4:34         |
| 7.                  | «Джульетта»             | Настя                                                                 | 4:04         |
| 8.                  | «Взгляд с экрана»       | Воплі Відоплясова                                                     | 4:45         |
| 9.                  | «Небо и трава»          | Мумий Тролль                                                          | 4:42         |
| 10.                 | «Колёса любви»          | Ночные Снайперы                                                       | 2:45         |
| 11.                 | «Стриптиз»              | Ундервуд                                                              | 4:05         |
| 12.                 | «Чёрные птицы»          | Олег «Tallboy» Карпачёв (победитель конкурса «Рокгерой-Трибьют «Нау») | 2:42         |
| Общая длительность: | Общая длительность:     | Общая длительность:                                                   | 45:02        |

### Часть 2 «Mutatis Mutandis»
Во второй части все песни исполнены Вячеславом Бутусовым и группой Ю-Питер.
| №   | Название                  | Длительность |
| --- | ------------------------- | ------------ |
| 1.  | «Хлоп-хлоп»               | 3:50         |
| 2.  | «Шар цвета хаки»          | 3:35         |
| 3.  | «Титаник»                 | 3:25         |
| 4.  | «Взгляд с экрана»         | 4:44         |
| 5.  | «Воздух»                  | 4:41         |
| 6.  | «Скованные одной цепью»   | 4:54         |
| 7.  | «Эта музыка будет вечной» | 3:47         |
| 8.  | «Доктор твоего тела»      | 3:43         |
| 9.  | «Падший ангел»            | 3:13         |
| 10. | «Я хочу быть с тобой»     | 5:26         |

Общая продолжительность части — 41:18
В 2008 году хеви-пауэр группа Гран-КуражЪ записала кавер-версию песни «Князь Тишины», которая в трибьют не вошла.

## Концертные видео
В 2008—2010 годах группа «Ю-Питер» проводила концертные выступления «Нау Бум» в честь 25-летия группы «Наутилус Помпилиус». В туре группа исполняла песни «Наутилуса», по результатам тура снято несколько концертных видео с расширенном набором песен:

### «Нау Бум (Санкт-Петербург, 11.10.09)»
11 октября 2009 года состоялся концерт в концертном зале «Октябрьский» (Санкт-Петербург). Концерт посвящён 25-летию группы «Наутилус Помпилиус». Уникальность этого концерта в том, что пять композиций (с 08 по 12) прозвучало в сопровождении камерного оркестра. Телеверсия концерта была показана на «Пятом канале».
Продолжительность концерта — 1:33:50.
Видеозапись концерта выложена для свободного просмотра на официальном канале группы в YouTube.

#### Список композиций концерта
| №   | Название                    | Оригинальный альбом     |
| --- | --------------------------- | ----------------------- |
| 1.  | «Бриллиантовые дороги»      | «Родившийся в эту ночь» |
| 2.  | «Тутанхамон»                | «Титаник»               |
| 3.  | «Дыхание»                   | «Крылья»                |
| 4.  | «Зверь»                     | «Титаник»               |
| 5.  | «Одинокая птица»            | «Крылья»                |
| 6.  | «Доктор твоего тела»        | «Князь тишины»          |
| 7.  | «Утро Полины»               | «Титаник»               |
| 8.  | «На берегу безымянной реки» | «Чужая земля»           |
| 9.  | «Тихие игры»                | «Родившийся в эту ночь» |
| 10. | «Крылья»                    | «Крылья»                |
| 11. | «Прогулки по воде»          | «Чужая земля»           |
| 12. | «Я хочу быть с тобой»       | «Князь тишины»          |
| 13. | «Воздух»                    | «Титаник»               |
| 14. | «Падший ангел»              | «Наугад»                |
| 15. | «Титаник»                   | «Титаник»               |
| 16. | «Князь тишины»              | «Невидимка»             |
| 17. | «Взгляд с экрана»           | «Разлука»               |
| 18. | «Скованные одной цепью»     | «Разлука»               |
| 19. | «Последнее письмо»          | «Невидимка»             |

### НауБум (Минск, 27.05.2010)
27 мая 2010 года состоялся концерт во Дворце Спорта города Минск.
Трек-лист концерта с незначительными изменениями аналогичен концерту в концертном зале «Октябрьский» (Санкт-Петербург). Главные отличия — группа выступила без сопровождения камерного оркестра, зато на бис были сыграны песни Виктора Цоя — «Дети минут» (трек 20) и «Звезда по имени Солнце» (трек 21).
Продолжительность концерта — 1:44:47.
Видеозапись концерта выложена для свободного просмотра на официальном канале группы в YouTube.

### НН-АУ БУМ (Нижний Новгород, 2009.03.05)
В сеть также выкладывают запись концерта 03 мая 2009 (03.05.2009) в ЦКЗ «Юпитер» (город Нижний Новгород), под названием — «НН-АУ БУМ. Нижегородский концерт» (2009). Иногда запись ошибочно называют концертным альбомом.
Трек-лист концерта с незначительными изменениями аналогичен концерту в концертном зале «Октябрьский» (Санкт-Петербург). Главные отличия — группа выступила без сопровождения камерного оркестра, зато есть Intro, Outro и на бис исполнена песня «Звезда по имени Солнце».